# Joaquin Gage
Joaquin Gage, född 19 oktober 1973 i Vancouver, är en kanadensisk ishockeymålvakt som har spelat i Djurgården.

## Klubbar i karriären[1]
| Säsong    | Lag                     | Liga                    |
| --------- | ----------------------- | ----------------------- |
| 1990-1993 | Portland Winter Hawks   | WHL                     |
| 1993-1994 | Prince Albert Raiders   | WHL                     |
| 1994-1996 | Cape Breton Oilers      | AHL                     |
| 1994-1996 | Edmonton Oilers         | NHL                     |
| 1996-1997 | Wheeling Nailers        | ECHL                    |
| 1996-1997 | Hamilton Bulldogs       | AHL                     |
| 1997-1998 | Raleigh Icecaps         | ECHL                    |
| 1997-1999 | Syracuse Crunch         | AHL                     |
| 1998-1999 | Augusta Lynx            | ECHL                    |
| 1998-1999 | Portland Pirates        | AHL                     |
| 1998-1999 | Providence Bruins       | AHL                     |
| 1999-2001 | Hamilton Bulldogs       | AHL                     |
| 1999-2000 | Kanadensiska landslaget |                         |
| 2000-2001 | Edmonton Oilers         | NHL                     |
| 2001-2002 | Ayr Scottish Eagles     | Elite Ice Hockey League |
| 2002-2003 | Djurgården Hockey       | Elitserien i ishockey   |
| 2003-2006 | Kassel Huskies          | Deutsche Eishockey-Liga |
| 2006-2007 | Essen Mosquitoes        | 2. Bundesliga           |
| 2007-2008 | Bruneck SG              | Serie A i ishockey      |